# Coup de chapeau au passé
Coup de chapeau au passé è un album in studio della cantante italo-francese Dalida, pubblicato nel 1976 da Sonopresse.
All'inizio dell'anno, la cantante incide J'attendrai, adattando una vecchia canzone a un ritmo attuale da discoteca. Basandosi sul grande successo della canzone, Orlando fece registrare a sua sorella Dalida un album pieno di vecchie canzoni riorchestrate in chiave moderna.
Dalida farà un altro successo con il brano Bésame mucho, contenuto nell’album, e sarà ai primi posti della hit francese. 
Adatta canzoni di Charles Trenet, Édith Piaf, Rina Ketty, Carmen Miranda, Lucienne Boyer, Jacques Prévert. 
L'album riscontrerà un grande successo e verrà ristampato in numerose occasioni (anche con copertine diverse) negli anni seguenti.

## Tracce
Lato A
1. La mer
2. La vie en rose (versione 1976)
3. Maman
4. Parle-moi d'amour, mon amour (Le chaland qui passe)
5. Que reste-t-il de nos amours?

Lato B
1. Besame mucho
2. Les feuilles mortes
3. J'attendrai
4. Le petit bonheur
5. Amor amor (Amour, c'est tout dire)
6. Tico tico